# Колонизаторы (настольная игра)
Колонизаторы (нем. Die Siedler von Catan) — немецкая настольная игра, созданная Клаусом Тойбером. Впервые издана в 1995 году в Германии издательством Franckh-Kosmos Verlags-GmbH & Co. (Kosmos).

## Правила
Игра рассчитана на 3 или 4 игроков.
Игроки представляют собой колонистов, высадившихся на необитаемый остров. На острове имеется 5 ресурсов: «Дерево», «Глина», «Шерсть», «Зерно» и «Руда». Ресурсы дают возможность производить необходимые для колонизации постройки: «Дорога», «Поселение» и «Город».
Целью каждого игрока является набор Победных очков (пунктов). Очки даются за строительство поселений и городов, а также за самую длинную дорогу и самую большую армию. Подробнее см. Конец игры.

### Создание игрового поля
Перед игрой необходимо создать игровое поле. Поле состоит из шестиугольного острова, окружённого морем. Остров строится из 19 заранее перемешанных шестиугольных карточек суши. Карточки «суша» бывают 5 типов — см. «Ресурсы».
Затем остров окружается 6 карточками «море». Карточки «море» бывают двух типов: «порт» (см. «Порты») и собственно «Море». Порты (также заранее перемешанные) чередуются с морями, карточки «Порт» при выкладывании ориентируются помеченными углами в сторону более длинной полоски суши.
Далее на каждую карточку «Суша» (кроме «Пустыни») кладётся жетон с номером от 2 до 12. На обороте жетона нанесены буквы алфавита: если выкладывать жетоны по спирали в алфавитном порядке, то распределение чисел будет гарантированно равномерным (жетоны «6» и «8» никогда не будут граничить друг с другом).
На карточку «Пустыня» ставится фишка разбойника.

### Ресурсы и постройки
В игре есть 5 типов ресурсов («Дерево», «Глина», «Шерсть», «Зерно» и «Руда») и 3 типа строений («Дорога», «Поселение» и «Город»).
Ресурсы нужны для покупки строений и карточек развития (см. «Карточки развития»).
Цены на постройки:
- «Дорога» = «Дерево» + «Глина»;
- «Поселение» = «Дерево» + «Глина» + «Шерсть» + «Зерно»;
- «Город» = две карточки «Зерно» + три карточки «Руда»;
- «Карточка развития» = «Шерсть» + «Зерно» + «Руда».

Поселения и города строятся на пересечении 3-х карточек «Суша» и позволяют получать соответствующие карточкам ресурсы.
Дороги строятся вдоль граней карточек «Суша» и позволяют строить новые поселения — новое поселение можно построить только в месте, соединённом дорогами хотя бы с одним из уже существующих ваших поселений.
Место, занятое поселением, городом или дорогой, не может быть использовано для постройки другого поселения или дороги.
Кроме этого, существует ограничение на минимальную близость поселений и городов: поселение нельзя построить в точке, находящейся в непосредственной близости (1 грань шестигранной карточки «Суша») от уже имеющегося поселения или города, вне зависимости от того, кому принадлежит это поселение или город.

### Начало игры
После сбора игрового поля начинается игра:
1. Каждый игрок получает по две дороги и два поселения своего цвета.
2. Начинает игрок, выбросивший бо́льшую сумму двумя кубиками.
3. Игрок размещает на острове Катан одно своё поселение и одну примыкающую к нему дорогу.
4. Затем остальные игроки по часовой стрелке делают то же самое.
5. Поставив поселение и дорогу, последний игрок тут же ставит своё второе поселение и примыкающую к нему дорогу.
6. Остальные игроки делают то же самое против часовой стрелки.
7. Поставив второе поселение, игрок получает стартовый капитал — по одной карточке каждого ресурса, с которым граничит второе поставленное им поселение.

### Ход
Ход делится на две фазы:
1. Бросок кубиков;
2. Фаза строительства и обмена

#### Бросок кубиков
Игрок бросает два кубика, выпавшие два числа складываются, карточки «Суша», на которых находятся жетоны с полученной суммой приносят соответствующие ресурсы игрокам, построившим на них поселения или города. Поселение приносит одну карточку ресурса, город — две. В случае, если карточки с нужным ресурсом закончились, они не выдаются.
В случае выпадения суммы 7 — ресурсы не приносятся, см. «Разбойник».
Карточку развития «Рыцарь» можно сыграть до броска.

#### Фаза строительства
Во время фазы строительства игрок может:
- Строить постройки при наличии у него соответствующих ресурсов и возможности для строительства, то есть неизрасходованную соответствующую фишку («Дорога», «Поселение» или «Город») и место на карте, подходящее для строительства:
  - для строительства дороги необходимо иметь место на карте, не занятое другой дорогой и примыкающее к уже построенной дороге, поселению или городу этого игрока;
  - для строительства поселения необходимо иметь место на карте, не занятое другим поселением или городом и отстоящее от других поселений и городов более чем на одну грань карточки «Суша»;
  - для строительства города (точнее — трансформации поселения в город) необходимо иметь поселение;
- Менять ресурсы:
  - в банке по курсу 4:1 (за четыре одинаковых ресурса игрок может купить один нужный ему ресурс);
  - в порту общего назначения по курсу 3:1 (при наличии поселения или города в соответствующем углу карточки «Порт» игрок за три одинаковых ресурса может купить один нужный ему ресурс);
  - в специализированном порту по курсу 2:1 (при наличии поселения или города в соответствующем углу карточки «Порт» игрок за два соответствующих порту ресурса может купить один нужный ему ресурс);
  - с другими игроками — по договорённости;

Внимание: обмен может производиться только с игроком, чей сейчас ход,
- Покупать карточки развития;
- Играть карточки развития — не более одной карточки за ход, только что купленные карточки не могут быть сыграны тем же ходом (кроме карточек «Победное очко», если их активация принесет победу).

По окончании хода очередь переходит к следующему игроку по часовой стрелке.

### Разбойник
Выбросив 7 суммой двух кубиков, игрок вызывает нападение разбойников на остров. Это событие отыгрывается в следующем порядке:
1. Все игроки, у кого на руках находится более 7 карточек ресурсов, сдают половину (округлённую вниз) в банк;
2. Игрок, выбросивший 7, должен переставить фишку «Разбойник» на другую карточку «Суша»;
3. Игрок может вытащить одну карточку ресурса у одного из игроков (на выбор играющего), имеющего поселение или город на этой карточке;

Внимание: карточка «Суша», на которой стоит разбойник, не приносит никому ресурсов, даже если на кубиках выпадает сумма, соответствующая этой карточке.
Далее игрок переходит к фазе строительства, описанной выше.

### Конец игры
Игра заканчивается, когда один из игроков набирает 10 Победных очков (пунктов).
- Одно очко начисляется за каждый построенный посёлок.
- Два очка начисляется за каждый построенный город.
- Два призовых очка присваиваются игроку, построившему дорогу длиной в 5 отрезков. Эти призовые очки могут перейти к другому игроку, если тот построит дорогу длиннее.

Внимание: дорога считается разбитой на два независимых куска, если на ней построен чужой город или поселение.
Внимание: в случае равенства длин двух дорог, два очка получит игрок, первый построивший более длинную дорогу. Для того чтобы забрать карточку «Самый длинный тракт», необходимо построить на одну дорогу больше, чем соперник, у которого уже имеется данная карточка.
- Два призовых очка присваиваются игроку, выставившему армию в 3 рыцаря. Аналогично, эти очки перейдут к другому игроку, если у того окажется больше выставленных рыцарей.

Внимание: как и в случае дорог, в случае равенства сил двух войск, два очка присуждаются тому, кто первый набрал соответствующее количество рыцарей
- Одно очко начисляется за каждую активированную карточку развития «Победное очко».

### Карточки развития
Во время фазы строительства игрок имеет право покупать карточки развития. Карточки развития перемешиваются перед началом игры так, что игрок не знает, какую именно карточку он покупает. Карточка развития может быть сыграна в любой момент хода игрока (но не более одной за ход). Карточка развития не может быть сыграна в тот же ход, что и куплена (исключение: карточку «Победный пункт» можно сыграть в тот же ход, что и получить).
Карточки бывают 5 типов:
- «Рыцарь». Сыграв карточку «Рыцарь», игрок имеет право переставить фишку «Разбойник» на другую карточку «Суша» (за исключением Пустыни) и вытянуть карточку у одного из игроков, имеющих поселение или город на этой карточке;

Внимание: в отличие от выбрасывания семерки кубиками, игра карточки «Рыцарь» не накладывает ограничение на максимально возможное количество карточек ресурса на руках у игроков.
Внимание: позволяется сыграть карточку «Рыцарь» до броска кубиков. Это единственное действие, которое игрок имеет право делать во время своего хода до броска кубиков.
Сыгранная карта Рыцаря остается лежать лицом вверх. Она не может быть использована второй раз.
Первый игрок, выложивший трех Рыцарей, получает карту «Самая большая армия», которая приравнивается к двум Победным пунктам. Если другой игрок вводит в игру большее количество Рыцарей, карта «Самая большая армия» переходит от прежнего владельца к новому.
- «Прогресс / Монополия». Играя эту карточку, игрок выбирает один тип ресурса. Остальные игроки должны отдать ему все карточки ресурсов этого типа;
- «Прогресс / Строительство дороги». Игрок, применяющий эту карточку, может бесплатно построить две дороги;
- «Прогресс / Год изобилия». При активации этой карты, Игрок получает из банка две карточки ресурсов на свой выбор;
- «Прогресс / Победное очко». Эти карточки дают 1 Победное очко. Игрок не обязан немедленно раскрывать полученные им карточки победного пункта.

За один ход можно сыграть не более одной карточки развития (исключение: за один ход можно сыграть любое количество карточек «Победное очко»). Полученные карточки хранятся игроком в закрытом виде. Будучи сыгранной, карточка развития выбывает из игры и остается лежать открытой. Карточки «Победное очко» рекомендуется открывать только когда это даст немедленную победу.

### Содержимое коробки базовой версии
- Правила игры
- 19 гексов Суши:
  - Леса (4 гекса)
  - Пастбища (4 гекса)
  - Пашни (4 гекса)
  - Холмы (3 гекса)
  - Горы (3 гекса)
  - Пустыня (1 гекс)
- 6 Морских частей с 9 Гаванями
- 95 карт Сырья (по 19 каждого вида):
- 25 карт развития:
  - Рыцарь (14 штук)
  - Прогресс (прорыв) (6 штук): 2 карты строительства 2 дорог, 2 карты взятия любого ресурса, 2 карты монополии на сырье
  - Победные очки (5 штук)
- 4 карты цены строительства, 2 особые карты:
  - Самый длинный тракт
  - Самая большая армия
- Игровые фишки (четырёх цветов):
  - 16 городов
  - 20 поселений
  - 60 дорог
- Фишка «Разбойник»
- 18 номерных жетонов
- 2 кубика

## Расширения игры

### Расширение на 5—6 игроков
Расширение на 5—6 игроков представляет собой дополнительный набор карточек «Суша» и «Море», увеличивающих остров, а также набор фишек для пятого и шестого игрока.

#### Кардинальное отличие расширения на 5-6 игроков
Отличие от оригинальной игры состоит в том, что по окончании фазы строительства игрока, бросившего кубики, наступает не новый ход, а фаза упрощённого строительства всех игроков по часовой стрелке. Во время этой фазы игроки могут только строить или покупать карточки развития, но не могут торговать (кроме как с активным игроком) и разыгрывать карточки развития.

#### Содержимое коробки
- Правила игры
- 11 гексов Суши:
  - Леса (2 гекса)
  - Пастбища (2 гекса)
  - Пашни (2 гекса)
  - Холмы (2 гекса)
  - Горы (2 гекса)
  - Пустыня (1 гекс)
- 4 Морских частей размером в 1 гекс
- 25 карт Сырья (по 5 каждого вида)
- 9 карт развития:
  - Рыцарь (6 штук)
  - Прорыв (3 штук): 1 карта строительства 2 дорог, 1 карта взятия любого ресурса, 1 карта монополии на сырье
- 2 карты цены строительства
- Игровые фишки (двух дополнительных цветов):
  - 8 городов
  - 10 поселений
  - 30 дорог
- 28 номерных жетонов (на замену жетонам основной игры):
  - по 2 жетона номеров 2 и 12
  - по 3 жетона номеров 3,4,5,6,8,9,10,11

### Джунгли
Расширение «Джунгли» в настоящее время является частью большинства продаваемых базовых версий.
Отличие от оригинальной игры заключается в замене карточки игрового поля «Пустыня» на карточку «Джунгли». В ходе игры игроки могут исследовать Джунгли и совершать полезные открытия. Когда на кубиках выпадает число, равное номеру жетона, лежащего на гексе Джунгли, каждый игрок, обладающий Поселениями или Городами на углу этого шестиугольника отправляется делать «открытия». Как и в случае с ресурсами — Поселения приносят по одному «открытию», а Города по два.
«Открытия», в отличие от других ресурсов не изображаются карточками и не входят в состав игры, для них надо использовать подручные средства (например, пуговицы или монеты). Их не могут похищать разбойники, на них не распространяется действие Монополии или Изобретения, их нельзя обменивать при торговле. «Открытия» помогают при покупке карт Развития: каждая из фишек может заменить любой необходимый для покупки этой карты ресурс. При покупке карты Развития может быть использовано от 1 до 3 фишек.
Пример: игрок может купить карту Развития за 1 Руду и 2 фишки Открытий или за 1 Шерсть, 1 Зерно и 1 фишку Открытия.

### Большая река
Расширение «Большая река» также в настоящее время является частью большинства продаваемых базовых версий.
Отличие от оригинальной игры заключается в замене во время создания игрового поля карточек «Уголь», «Дерево» и «Пустыня» на тройную карточку «Река», верхняя часть из которой представляет гору, средняя лес, нижняя — золотой прииск. Вводится запрет строительства поселений на берегу реки во время начала игры, строительство поселений на золотом прииске приносит дополнительные очки.

### Мореходы

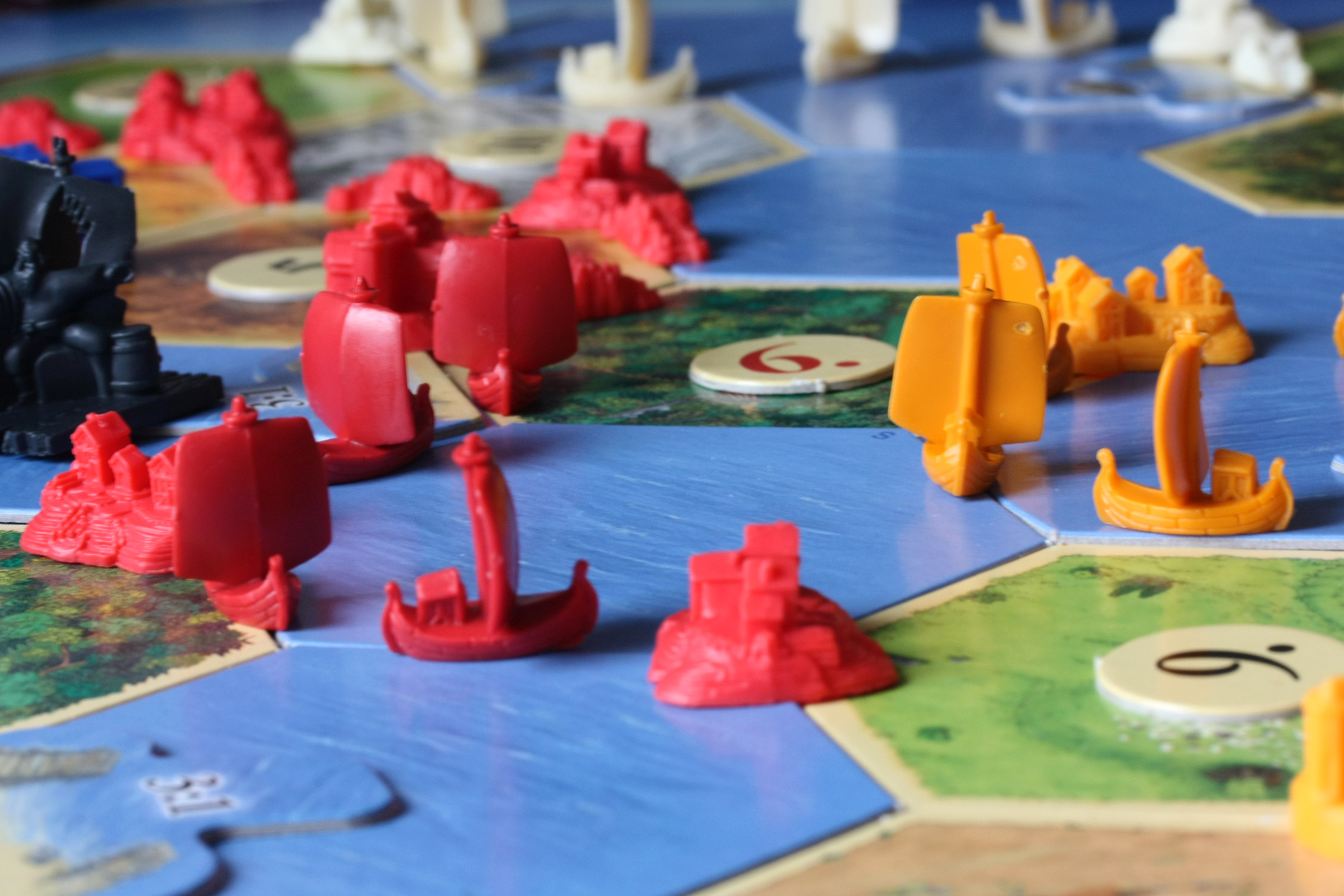
Карточки «Море» и фишки «Кораблей»

Это расширение добавляет к оригинальной игре возможность играть на островах и архипелагах произвольной конфигурации.
Для этого в комплект поставки включены:
- дополнительные карточки «Суша» и «Море»;
- фишки «Корабль» — корабли играют ту же роль, что и дороги, но могут быть построены на границу карточки «Море», таким образом, на берегу острова можно иметь либо дорогу, либо корабль. Стоимость постройки одного корабля = «Дерево» + «Шерсть»;

Внимание: дорогу нельзя продолжить кораблём, и наоборот. В то же время, при подсчёте длины дороги (для выяснения самой длинной) можно одновременно учитывать сегменты дорог и кораблей, связанные друг с другом через посёлки или города.
Внимание: отличие корабля от дороги заключается в большей гибкости первого. Действительно, однажды построенная дорога не может быть сдвинута на другое место, в случае с кораблём это не так. Во время фазы строительства игрок имеет право снять любой из своих кораблей (максимум один за ход) и переставить его во время этого же хода, соблюдая те же правила, как если бы он покупал и строил этот корабль.
- фишка «Пират» — играет роль, схожую с ролью «Разбойника». После выбрасывания 7 (или игры карточки развития «Рыцарь») игрок может переставить либо разбойника, либо пирата на новую клетку. Пират при этом ставится на клетку «Море», позволяет вытащить карточку ресурса у игрока, чей корабль находится на данной клетке и блокирует развитие морских путей этой клетки (то есть, пока пират находится на этой клетке, невозможно ни строить новые корабли на ней, ни перемещать с неё уже существующие);

В комплект игры входит также буклет с предлагаемыми сценариями игры:
- Существуют сценарии в виде заранее заготовленных карт архипелагов.
- Существуют также сценарии в виде правил для раскладывания карточек при формировании нового игрового поля.
- Существуют сценарии, где карта мира не видна игрокам в начале игры, а формируется по мере продвижения их кораблей: по достижении кораблём пустого места на (заранее ограниченном) игровом столе тянется карточка из перемешанных карточек «Суша» и «Море». Если выпадает «Суша», аналогично тянется жетон с цифрой, а открывшему сушу игроку вручается карточка соответствующего ресурса.
- В некоторых сценариях вручаются дополнительные победные очки за колонизацию нового острова архипелага (варианты: за первую колонизацию острова, за колонизацию острова, на котором не было поставлено изначально колоний данного игрока).
- В некоторых сценариях присутствует новый тип суши — «Золотая река». Каждый раз, когда золотая река приносит ресурс, игрок может выбрать один из пяти ресурсов базовой версии.

### Города и рыцари
Города и рыцари - дополнение для колонизаторов, которое вносит в игру более гибкую и интересную систему карт развития, а также добавляет возможность контроля территории при использовании рыцарей.
Это расширение добавляет к оригинальной игре возможность взаимодействовать с новыми правилами, такими как:
1. Дополнение добавляет товары (монеты, ткань, бумагу).
2. Базовые карты развития заменяются на 3 отдельные стопки новых карт.
3. Игра будет вестись до 13 победных очков, что увеличит среднею продолжительность партии.
4. Каждый игрок к своим стандартным компонентам получает: 6 рыцарей, 6 шлемов, 3 городские стены, 3 насадки столицы, план городов и 15 жетонов построек.
5. Добавляется дополнительный куб. Игрок теперь бросает не 2 кубика, а 3. Третий куб определяет событие в настоящий ход.
6. Принцип получения ресурсов и перемещения разбойников соответствует базовым правилам. Города могут производить товары (горы: 1 руду и 1 монету; пастбища: 1 шерсть и 1 ткань; леса: 1 дерево и 1 бумагу).
7. В дополнении игроки могут торговать и строить сколько угодно раз за ход в любом порядке (не обязательно полностью завершать торговлю, чтобы браться за строительство и наоборот).
8. Новые возможности для строительства: можно обнести города стеной, чтобы увеличить предел карт, которые можно держать на руке не опасаясь разбойников. За карты товаров, можно возводить в своих городах постройки (на планшете "план городов"), которые помогут получать больше карт развития. Есть возможность превратить один из своих городов в столицу, которая приносит больше очков.
9. Потратив руду и шерсть, игрок может создать простого рыцаря и поставить на свободный перекресток в конце любой своей дороги. Противники не могут прокладывать дороги сквозь чужого рыцаря, на его месте нельзя основывать поселения. Рыцари пригодятся для отражения атаки варваров.
10. Дополнении совместимо с дополнением «Мореходы».

### Купцы и варвары
В 2006 году Клаус Тойбер устроил опрос в сообществе по поводу их любимых игр в Колонизаторах. Самым частым оказался ответ «Варианты основной игры». Собрав все зарисовки, которые хранились в ящике стола более десяти лет, Клаус вместе с единомышленниками создал новый игровой комплект.
По сути своей дополнение «Купцы и варвары» похоже на смесь двух других расширений игры («Мореходы», «Города и Рыцари»). Как и "Мореходах" здесь есть свои сюжетные сценарии помогающие постепенно освоить новые правила игры.
1. В дополнение есть упрощенная система сражения с захватчиками (как это было в городах и рыцарях).
2. В правилах можно найти 4 варианты игры:
  - Благородный разбойник (подходит для более спокойной игры без лишней агрессии).
  - Происшествия на Катане (добавляет в игру колоду карт с событий, которые заменяют броски кубика) .
  - Хозяин гавани (вводит новый новый вид соревнования, теперь помимо очков за самую длинную дорогу и самую большую армию, можно получить новую награду - хозяин гавани (владеть большим количеством портов).
  - Катан на двоих (позволяет играть вдвоем).
3. Дополнение купцы и варвары содержит 5 сценариев.
  - Ловля рыбы.
  - Торговля с кочевниками.
  - Конструирование мостов.
  - Сражения с варварами.
  - Снаряжать обозы с ресурсами для строительства замка.
4. Так как дополнение вносит новые игровые фигуры — совместимость с «Городами и рыцарями» лишь частичная.
5. Совместимых с дополнением «Мореходы».

В целом, в расширении много мелких нововведений, которые можно сочетать между собой как пожелает игрок, при этом не слишком усложняя базовые правила.

## Независимые игры серии «Катан»
- В 1996 году Клаусом Тойбером были разработаны карточные «Колонизаторы» для двух игроков. Карточный вариант повторяет сюжет и дизайн оригинальной игры. Позднее к игре было выпущено расширение[1].

- Колонизаторы на кубиках (The Settlers of Catan Dice Game), схожие с покером на костях
- Колонизаторы Юниор (The Settlers of Catan Junior), упрощенный вариант игры для детей от 6-ти лет

Catan Adventures:
- Кандамир. Поселенцы (Candamir: The First Settlers, 2004 год)[2]
- Эласунд. Первый Город (нем. Elasund: Die erste Stadt, 2006 год)

Catan Geographies:
- Germany

Catan in Space:
- The Starfarers of Catan
- Starship Catan

Адаптации игры под другой сеттинг:
- The Settlers of Canaan («Колонизаторы Ханаана», включает детали из Ветхого Завета)
- The Settlers of Zarahemla (Книга Мормона)

### Завоевание Римской империи
«Завоевание Римской империи» (англ. Catan Histories: Struggle for Rome) — игра на 3—4 игроков, изданная в 2006 году.
Действие происходит во время распада Римской империи, игроки олицетворяют собой варварские племена, захватывающие империю. Игра имеет довольно отдалённое отношение к «Колонизаторам». Сходства исключительно внешние: форма карточек «Суши», некоторые ресурсы. По содержанию игра больше напоминает «Риск» и связанные с ним игры.
С выпуском этой игры был создан бренд Catan Histories, включивший изданную в 2002 году игру Settlers of the Stone Age (Колонизаторы каменного века).

## Награды
- 1995 Spiel des Jahres — Победитель;
- 1995 Deutscher Spiele Preis — Победитель;
- 1995 Essen Feather — Победитель;
- 1995 Meeples Choice Award — Победитель;
- 1996 Origins Award — Победитель в номинации Best Fantasy or Science Fiction Board Game;
- 2004 чешская премия Hra Roku — победитель в номинации «Игра года»[3];
- 2005 Games 100 — Зал Славы;
- 2018 чат «Игромаг» — самая спорная игра;

## Русское издание «Колонизаторов»
Игра впервые выпущена в России в 2002 году компанией «Хобби-игры», которая и выбрала среди возможных переводов ставшее привычным русское название «Колонизаторы». В первом русском издании абсолютно все компоненты игры были сделаны в России, включая оригинальные пластиковые фишки дорог, поселений, городов и разбойника. Со временем российский издатель перешел на более качественные пластиковые миниатюры из европейских версий игры.
По состоянию на 2011 год права на русское издание «Колонизаторов» и других игр линейки принадлежат компании «Смарт» (наследнице «Хобби-игр»), а распространением занимается «Мир Хобби». В России производятся следующие игры: «Колонизаторы», «Колонизаторы: Мореходы», «Колонизаторы: Города и рыцари», «Колонизаторы: Купцы и варвары», «Колонизаторы Юниор», «Колонизаторы. Европа», «Карточные Колонизаторы» и «Колонизаторы на кубиках», «Колонизаторы: Князья Катана», «Колонизаторы: Первопроходцы и Пираты».

## Мировой чемпионат по настольной игре Колонизаторы 2012 г
В 2012 г. Россия впервые приняла участие в Мировом чемпионате (World Wide Catan Championship). В рамках Российского Чемпионата, в крупнейших городах России прошли отборочные туры (с 7 апреля по 13 мая), победители которых (49 игроков из 14 городов страны) отправились в Москву на финал 27 мая. После четырёх раундов выявился победитель — Глеб Сущевский, представитель команды Санкт-Петербурга, который представит Россию на мировом чемпионате 14-17 сентября в США.